# Gnophos nannodes
Gnophos nannodes är en fjärilsart som beskrevs av Eugen Wehrli 1936. Gnophos nannodes ingår i släktet Gnophos och familjen mätare. Inga underarter finns listade i Catalogue of Life.